# ورد النيل المتباين الثمار
ورد النيل المتباين الثمار (الاسم العلمي:Eichhornia heterosperma) هو نوع من النباتات يتبع جنس ورد النيل من الفصيلة البونتديرية.